# Tomaspisinella sierrana
Tomaspisinella sierrana är en insektsart som beskrevs av Victor Lallemand 1939. Tomaspisinella sierrana ingår i släktet Tomaspisinella och familjen spottstritar. Inga underarter finns listade i Catalogue of Life.